# Hysham

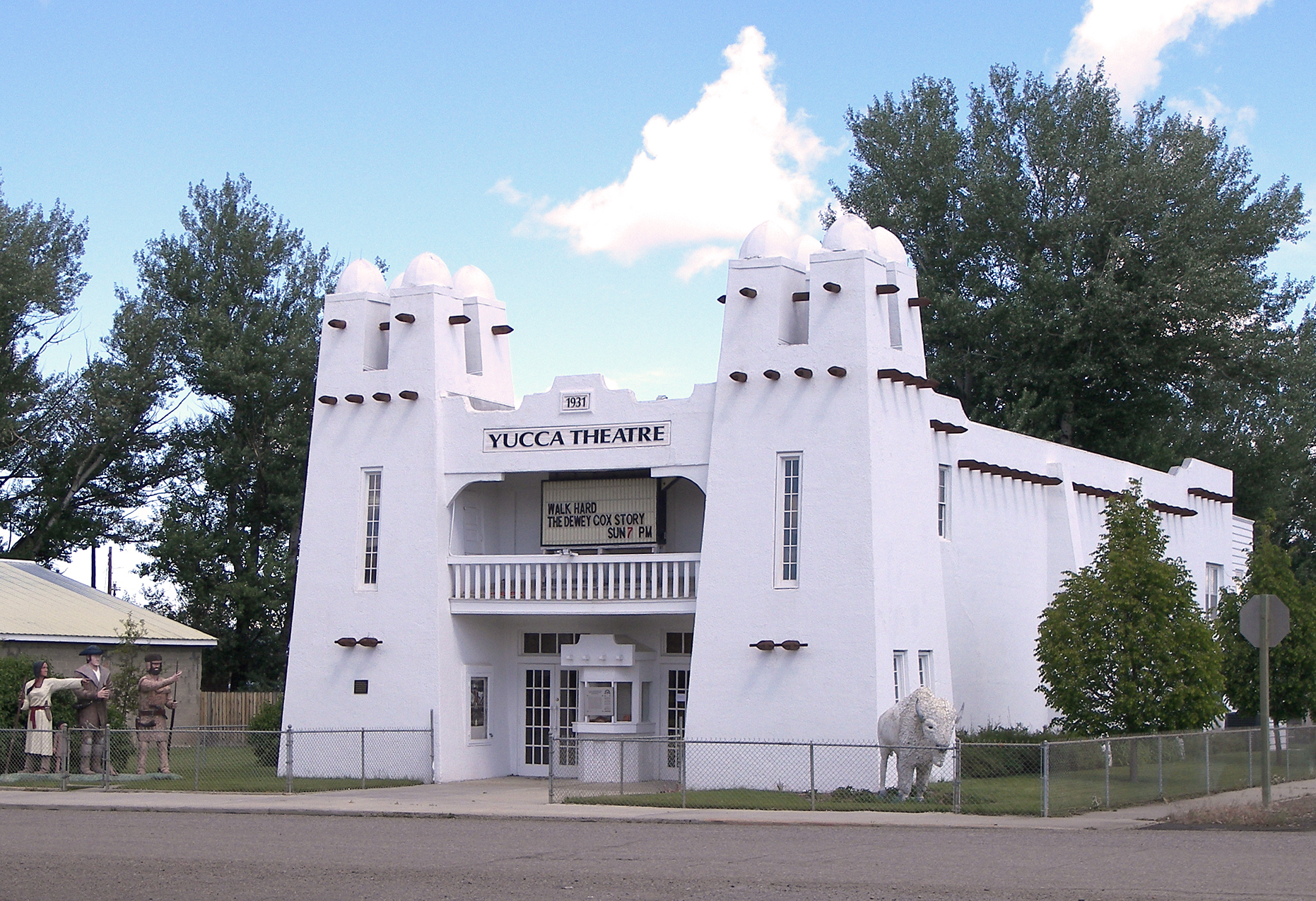
Le Théâtre Yucca. Le bâtiment a été ajouté au registre national des lieux historiques le 7 janvier 1994.

La ville de Hysham est le siège du comté de Treasure, situé dans le Montana, aux États-Unis. Sa population s’élevait à 312 habitants lors du recensement de 2010.